# 城山 (鹿児島市の町丁)
城山（しろやま）は、鹿児島県鹿児島市の町丁。郵便番号は城山一丁目は890-0013、城山二丁目は892-0813。人口は3,335人、世帯数は1,642世帯（2020年4月1日現在）。城山一丁目、城山二丁目があり、全域で住居表示を実施している。
鹿児島開発事業団によって城山の後背部にあたる約41万平方メートルに造成された「城山団地」の区域である。1976年（昭和51年）に「城山団地」の区域にあたる草牟田町、玉里町、長田町、冷水町の各一部より設置された。

## 地理
鹿児島市中部、甲突川の下流域に位置する。町域の北方に玉里町、冷水町、南方には長田町、城山町、東方に冷水町、長田町、東方に草牟田がそれぞれ接している。
新興住宅地として1976年（昭和51年）までに鹿児島開発事業団によって開発された。また、南部には国の史跡及び天然記念物に指定されている城山が所在する。

### 山岳
- 城山 - 城山町にある山。国指定史跡・天然記念物[12]。

### 町名の由来
南北朝時代の上山氏の居城、江戸時代の島津氏の居城である鹿児島城（鶴丸城）の後背地であり、城山と呼ばれたことに由来する。

## 歴史

### 城山団地の造成
1965年（昭和40年）から1977年（昭和52年）にかけて鹿児島開発事業団によって開発された「城山団地」の区域である。城山団地は城山の後背部にあたる約41万平方メートルに造成された団地であり、山を削りだして造成が行われた。排出された土砂は与次郎ヶ浜の埋め立て工事に利用されることとなったが、運搬する土砂量が多くダンプによる運搬は不可能であることや当時各地で問題となっていた公害の防止の観点から、運搬のために甲突川にパイプラインを設置し、水に溶けやすいシラスの特性を利用して海水と一緒に城山団地から送り出し甲突川のパイプラインを経て与次郎ヶ浜に流し込む「水搬工法」が採用された。
1971年（昭和46年）に城山団地の造成工事が完工した。総面積41万1000平方メートル、総事業費25億7,200万円であった。

### 町名としての城山
1976年（昭和51年）7月5日に城山地区において住居表示が実施されることとなった。住居表示の実施に伴い町域の再編が実施され、城山団地として造成された区域に当たる草牟田町、玉里町、長田町、冷水町の各一部の区域より、鹿児島市の町丁「城山一丁目」（冷水町、草牟田町、長田町、玉里町の各一部）及び「城山二丁目」（長田町、冷水町の各一部）が設置された。

### 町域の変遷
| 実施後     | 実施年             | 実施前           |
| ---------- | ------------------ | ---------------- |
| 城山一丁目 | 1976年（昭和51年） | 草牟田町（一部） |
| 城山一丁目 | 1976年（昭和51年） | 玉里町（一部）   |
| 城山一丁目 | 1976年（昭和51年） | 長田町（一部）   |
| 城山一丁目 | 1976年（昭和51年） | 冷水町（一部）   |
| 城山二丁目 | 1976年（昭和51年） | 長田町（一部）   |
| 城山二丁目 | 1976年（昭和51年） | 冷水町（一部）   |

## 人口
以下の表は国勢調査による小地域集計が開始された1995年以降の城山一丁目及び城山二丁目の人口の推移である。
| 年                 | 人口  |
| ------------------ | ----- |
| 1995年（平成7年）  | 4,053 |
| 2000年（平成12年） | 3,761 |
| 2005年（平成17年） | 3,539 |
| 2010年（平成22年） | 3,419 |
| 2015年（平成27年） | 3,301 |

### 町丁別人口
|            | 世帯数 | 人口  |
| ---------- | ------ | ----- |
| 城山一丁目 | 1,007  | 2,011 |
| 城山二丁目 | 635    | 1,324 |
| 計         | 1,642  | 3,335 |

## 施設

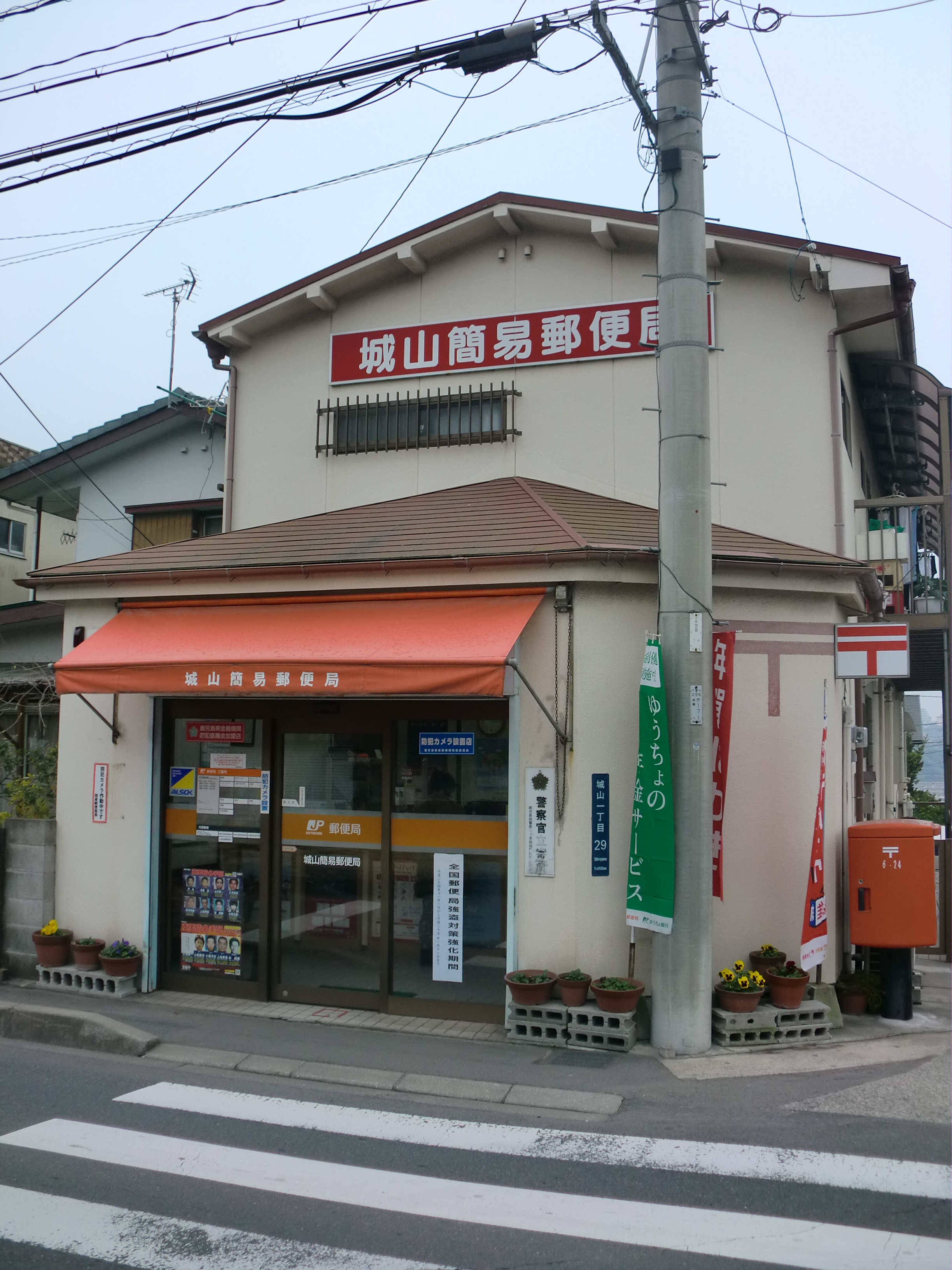
城山簡易郵便局

### 教育
- 鹿児島市立草牟田小学校（城山二丁目）[24]
- 城山保育園（城山二丁目）

### 郵便局
- 城山簡易郵便局（城山一丁目）[25]

## 小・中学校の学区
市立小・中学校に通う場合、学区（校区）は以下の通りとなる。
| 町名       | 街区 | 小学校                 | 中学校               |
| ---------- | ---- | ---------------------- | -------------------- |
| 城山一丁目 | 全域 | 鹿児島市立草牟田小学校 | 鹿児島市立伊敷中学校 |
| 城山二丁目 | 全域 | 鹿児島市立草牟田小学校 | 鹿児島市立伊敷中学校 |